# Décès en 1912
Décès
- 1908
- 1909
- 1910
- 1911
- 1912
- 1913
- 1914
- 1915
- 1916

Cet article présente une liste de personnalités mortes au cours de l'année 1912.

Les mois de l'année font également l'objet de listes spécifiques :

## Décès par mois

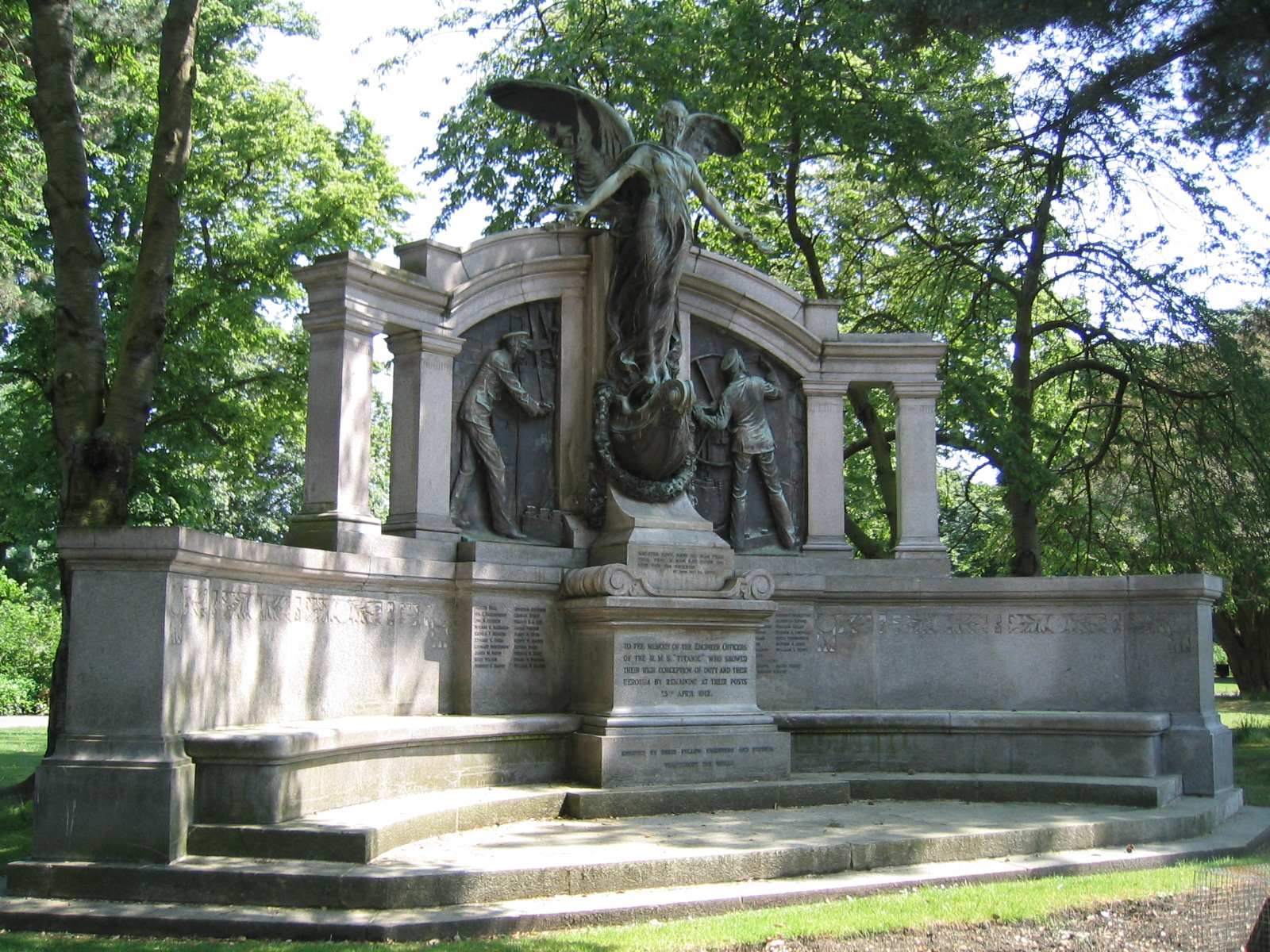
Le mémorial dédié aux officiers mécaniciens qui ont péri dans le naufrage du Titanic.

### Inconnu
- Édouard Béliard, peintre français, maire d'Étampes (° 1832).
- Médéric Bottin, peintre français (° 1874).
- Paul-Édouard Crébassa, peintre et lithographe français (° 1870).

### Janvier
- 2 janvier : Stanislas-Henri Rouart, ingénieur, industriel, peintre et collectionneur français (° 1833).
- 5 janvier : Valentin Serov, peintre russe (° 19 janvier 1865).
- 24 janvier : Johannes Hermanus Barend Koekkoek, peintre néerlandais (° 6 juillet 1840).

### Février
- 6 février : Albert Braut, peintre français (° 1874).
- 8 février : Pauline Delacroix-Garnier, peintre française (° 9 juin 1859).
- 9 février : Giuseppe Costa, peintre italien (° 6 avril 1852).
- 12 février : Léon Dardenne, peintre, dessinateur et affichiste belge (° 29 octobre 1865).
- 16 février : Nikolai Kasatkin (Saint Nikolai du Japon) prêtre russe (° 1er août 1836).
- 18 février : Ivan Troutnev, peintre russe (° 1827).
- 19 février : Ferdinand de Dartein, ingénieur des ponts et chaussées et architecte français, également dessinateur, peintre, graveur et historien de l'art (° 9 février 1838).
- 24 février : Jules Lefebvre, peintre français, professeur à l'École des beaux-arts de Paris et à l'Académie Julian (° 14 mars 1834).
- 26 février : Georges Le Febvre, peintre français (° 14 octobre 1861).

### Mars
- 3 mars : Raymond Saleilles, juriste français (° 1855).
- 17 mars : Alexis Kreyder, peintre français (° 21 octobre 1839).
- 19 mars : Franz Poenitz, harpiste et compositeur allemand (° 17 août 1850).
- 21 mars : Pierre-Nicolas Tourgueneff, sculpteur et peintre français (° 2 avril 1853).
- 26 mars : Ernest Legrand, sculpteur et peintre français (° 4 octobre 1872).
- 29 mars : John Gerrard Keulemans, peintre et illustrateur néerlandais (° 1842).
- 30 mars : Karl May, écrivain allemand (° 25 février 1842).

### Avril
- 4 avril : Knut Ekvall, peintre suédois (° 3 avril 1843).
- 5 avril : Fernand Thesmar, peintre et maître émailleur français (° 3 mars 1843).
- 13 avril : Takuboku Ishikawa, poète japonais (° 20 février 1886).
- 15 avril
  - Hudson Allison (ainsi que sa femme Bess et sa fille Lorraine), courtier de banque canadien, victime du naufrage du Titanic (° 9 décembre 1881).
  - Thomas Andrews, architecte du Titanic, victime du naufrage du Titanic (° 7 février 1873).
  - John Jacob Astor IV, homme d'affaires américain, victime du naufrage du Titanic (° 13 juillet 1864).
  - Archibald Willingham Butt, militaire américain et conseiller du Président William Taft, victime du naufrage du Titanic (° 26 septembre 1865).
  - Thomas Byles, prêtre britannique, victime du naufrage du Titanic (° 26 février 1870).
  - Jacques Heath Futrelle, écrivain américain, victime du naufrage du Titanic (° 9 avril 1875).
  - Benjamin Guggenheim, magnat du cuivre américain, victime du naufrage du Titanic (° 26 octobre 1865).
  - Henry Birkhardt Harris, producteur de théâtre américain, victime du naufrage du Titanic (° 1er décembre 1866).
  - Wallace Henry Hartley (ainsi que ses sept collègues d'orchestre), chef d'orchestre du Titanic, victime du naufrage du Titanic (° 2 juin 1878).
  - Charles Melville Hays, magnat du chemin de fer américain, victime du naufrage du Titanic (° 16 mai 1856).
  - Francis David Millet, peintre et écrivain américain, victime du naufrage du Titanic (° 3 novembre 1846).
  - James Paul Moody, sixième officier du Titanic, victime du naufrage du Titanic (° 21 août 1887).
  - William McMaster Murdoch, premier officier du Titanic, victime du naufrage du Titanic (° 28 février 1873).
  - Edward John Smith, Commandant du Titanic, victime du naufrage du Titanic (° 27 janvier 1850).
  - William Thomas Stead, journaliste et écrivain britannique, victime du naufrage du Titanic (° 5 juillet 1849).
  - Isidor Straus (ainsi que sa femme Ida), homme d'affaires et homme politique américain, victime du naufrage du Titanic (° 6 février 1845).
  - John Borland Thayer, magnat du chemin de fer américain, victime du naufrage du Titanic (° 21 avril 1862).
  - George Dunton Widener, magnat du chemin de fer américain, victime du naufrage du Titanic (° 16 juin 1861).
  - Henry Tingle Wilde, Commandant en second du Titanic, victime du naufrage du Titanic (° 21 septembre 1872).
  - Charles Duane Williams, avocat américain en Suisse et fondateur de la Fédération internationale de tennis, victime du naufrage du Titanic (° 11 août 1860).
  - et, en sus de ces 23 célébrités, environ 1468 personnes inconnues, victimes du naufrage du Titanic.
- 19 avril : Hugo von Douglas, mémorialiste allemand (° 19 avril 1837).
- 21 avril : Bram Stoker, écrivain irlandais auteur de Dracula (° 8 novembre 1847).

### Mai
- 9 mai : Carl Friese, acteur et metteur en scène allemand (° 5 octobre 1855).
- 14 mai :
  - Frédéric VIII, roi du Danemark (° 3 juin 1843).
  - Nélie Jacquemart, peintre et collectionneuse d'art française (° 25 juillet 1841).
- 19 mai : 
  - Leonardo Castellanos y Castellanos, évêque mexicain, vénérable (° 5 novembre 1862).
  - Alphonse Hasselmans, compositeur, harpiste et pédagogue français d'origine belge (° 5 mars 1845).
- 21 mai : Vincent Lorant-Heilbronn, peintre, illustrateur, affichiste, décorateur et réalisateur français (° 13 octobre 1874).
- 25 mai : Armand Guéry, peintre français (° 4 mars 1853).
- 26 mai : Jan Blockx, musicien belge (° 25 janvier 1851).

### Juin
- 4 juin : 
  - Pauline Croizette, pastelliste et miniaturiste française (° 12 janvier 1839).
  - Josep Sanyas, militaire et poète français (° 26 septembre 1861).
- 6 juin : Charles André, astronome français et fondateur de l'observatoire de Lyon (° 14 mars 1842).
- 10 juin : Anton Aškerc, poète austro-hongrois (° 9 janvier 1856).
- 11 juin :
  - Quintino Bocaiúva, journaliste et homme politique brésilien (° 4 décembre 1836).
  - Léon Dierx, poète parnassien et peintre français (° 31 mars 1838).
- 12 juin :
  - Frédéric Passy, homme politique français, Prix Nobel de la paix en 1901 (° 20 mai 1822).
  - Ferdinand Zirkel, géologue et pétrologue allemand (° 20 mars 1838).
- 14 juin : Nikolaï Sapounov, peintre russe (° 17 décembre 1880).
- 15 juin : Eugène Beauvois, historien et archéologue français (° 20 février 1835).
- 20 juin : 
  - Emanuel Samson van Beever, peintre néerlandais (° 28 mars 1876).
  - Voltairine de Cleyre, théoricienne et militante anarchiste américaine (° 17 novembre 1866).
- 22 juin : Michel Frédérick, coureur cycliste suisse (° 6 novembre 1872).
- 23 juin : Louis Maurice Pierrey, peintre français (° 11 janvier 1858).
- 25 juin : Sir Laurens Alma-Tadema, peintre britannique d'origine hollandaise (° 8 janvier 1836).
- 29 juin : Fernand Defuisseaux, homme politique belge (° 4 janvier 1848).

### Juillet
- 2 juillet : Rémi d'Avezac de Moran, journaliste et militant monarchiste français.
- 7 juillet : Louis Beysson, peintre et écrivain français (° 28 février 1856).
- 8 juillet : Robert Wiedemann Browning, peintre et critique d'art britannique (° 9 mars 1849).
- 9 juillet : René Bedel, aviateur français (° 20 décembre 1886).
- 17 juillet : 
  - Henri Poincaré, mathématicien, physicien, philosophe et ingénieur français (° 29 avril 1854).
  - Bronisław Abramowicz, peintre polonais.
- 23 juillet : Eugénie Salanson, peintre française (° 15 décembre 1836).
- 30 juillet : Meiji, empereur du Japon de 1867 à sa mort en 1912 (° 3 novembre 1852).

### Août
- 6 août : Joseph Delattre, peintre français (° 20 août 1858).
- 8 août : Cincinnatus Leconte, homme politique et militaire haïtien (° 29 septembre 1854).
- 13 août : Errol Bouchette, sociologue, journaliste, avocat et bibliothécaire québécois (° 2 juin 1862).
- 20 août : William Booth, pasteur méthodiste britannique, fondateur de l'Armée du salut (° 10 avril 1829).
- 24 août : Carlo Chessa, peintre, graveur et illustrateur italien (° 12 novembre 1855).
- 26 août :  José María Velasco Gómez, peintre mexicain (° 6 juillet 1840).

### Septembre
- 1er septembre : James Stewart Butters,  homme politique australien puis fidjien (° 19 février 1832).
- 11 septembre : Pierre-Hector Coullié, cardinal français, archevêque de Lyon (° 15 mars 1829).
- 24 septembre : Adolf Marschall von Bieberstein, homme politique et diplomate allemand (° 12 octobre 1842).
- 29 septembre : Toyohara Chikanobu, peintre, dessinateur d'ukiyo-e japonais (° 26 septembre 1838).

### Octobre
- 6 octobre : Auguste Beernaert, homme politique belge (° 26 juillet 1829).
- 7 octobre : El Jerezano (Manuel Lara Reyes), matador espagnol (° 8 décembre 1867).
- 10 octobre : Alpha Yaya Diallo, guerrier peul (° 1830).
- 19 octobre : Severino Casana, ingénieur et homme politique italien (° 23 octobre 1842).
- 20 octobre : Josef Theodor Hansen, peintre danois (° 4 janvier 1848).
- 28 octobre : Edgar Tinel, compositeur et pianiste belge (° 27 mars 1854).
- 30 octobre : Carlos Valenti, peintre français  (° 15 novembre 1888).

### Novembre
- 6 novembre : Mykola Lyssenko, compositeur, pianiste, chef d'orchestre et ethnomusicologue ukrainien (° 22 mars 1842).
- 10 novembre : Louis Cyr, homme fort canadien-français (° 10 octobre 1863).
- 21 novembre : André Frey, aviateur français (° 22 janvier 1886).
- 26 novembre : 
  - Henri Paillard, graveur, illustrateur et peintre français (° 6 mai 1846).
  - Lemuel Cambridge Owen, premier ministre de l'Île-du-Prince-Édouard (° 1er novembre 1822).
- 27 novembre : Otto Lüders, archéologue et diplomate allemand (° 13 août 1844).

### Décembre
- 23 décembre : Édouard Detaille, peintre français (° 5 octobre 1848).

### Date inconnue
- Müfide Kadri, peintre ottomane (° 1889 ou 1890).